# Veronica ponae
Veronica ponae är en grobladsväxtart som beskrevs av Antoine Gouan. Veronica ponae ingår i släktet veronikor, och familjen grobladsväxter. Inga underarter finns listade i Catalogue of Life.

## Bildgalleri

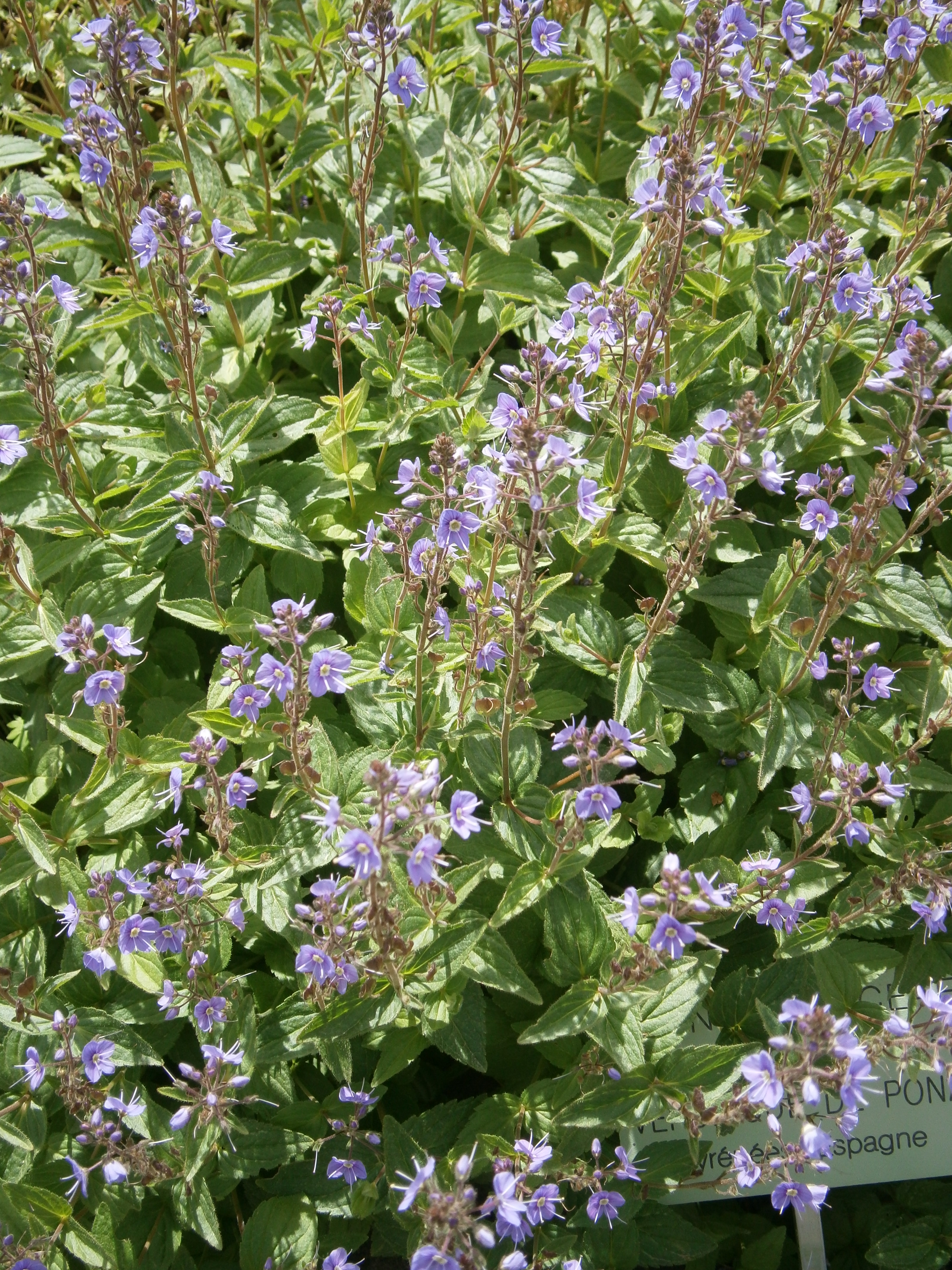
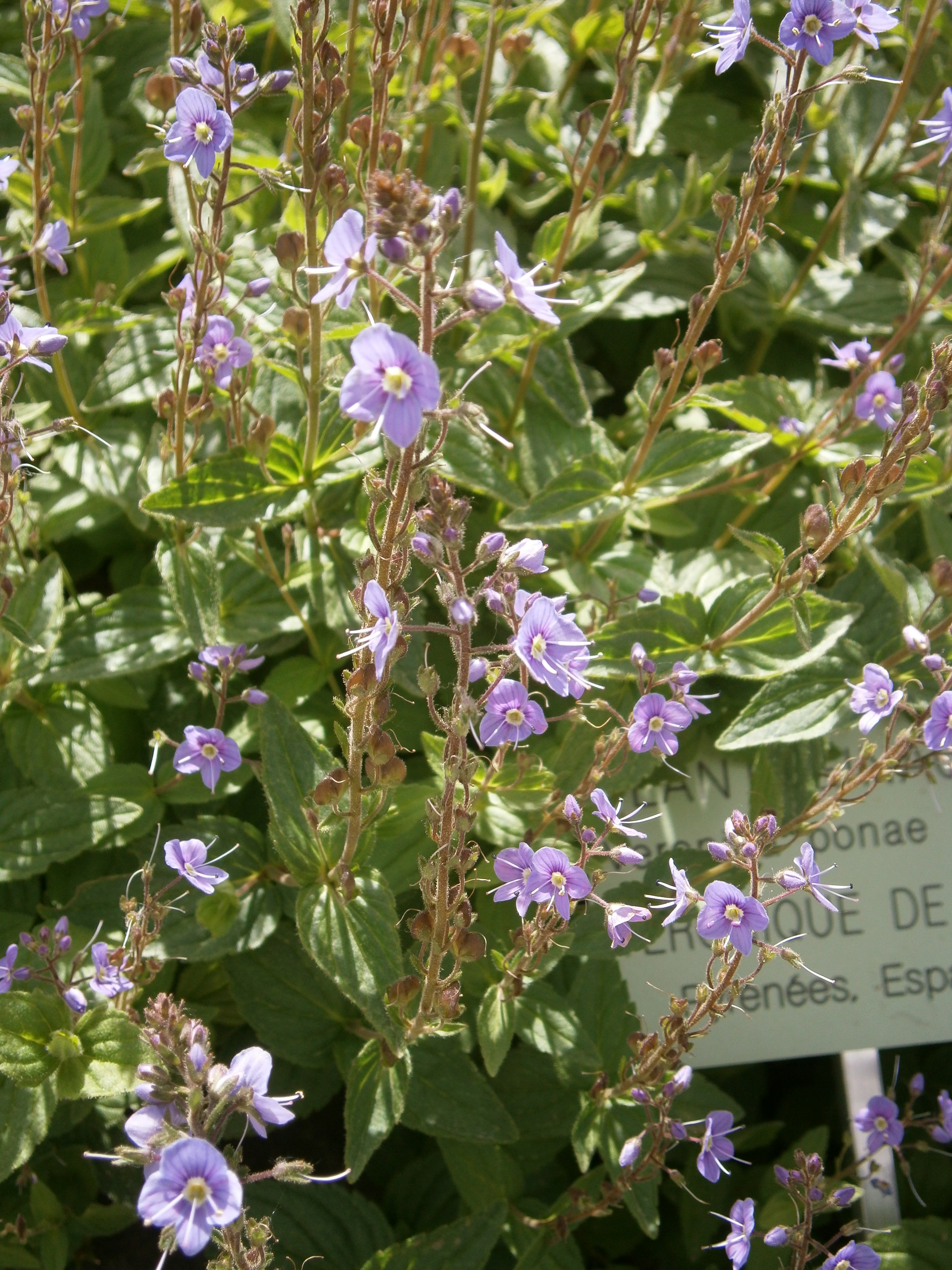
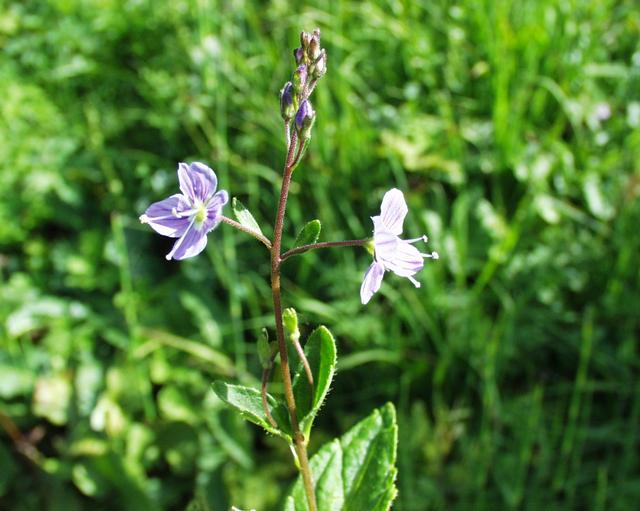